# Рыбстрой (посёлок)
Рыбстрой — посёлок, существовавший на месте города Находки Приморского края (ок. 1941—1950).
Существовал 1-й участок Рыбстроя, 2-й участок Рыбстроя.
До 1934 года берега бухты Находка, за исключением деревни Находки, посёлка Дальгосрыбтреста и озера «пятачок», были пустынны. В конце 1930-х годов в Находке появилась организация «Рыбстрой». Организация занималась строительством жилых бараков. Контора «Рыбстроя» располагалась на территории Южного микрорайона. По воспоминаниям старожила Т. Н. Ходыко, приехавшей в бухту Находка в июле 1940 года, строительство бараков началось весною 1941 года. В распадке, из которого вытекала речка (на первом участке), было построено 14 бараков и 10 двухквартирных домов для работников мореходной школы. Первые 10 бараков были построены по общему образцу: с торцевой части располагалось две-три квартиры, а в середине здания — семь квартир. В остальных бараках торцевая часть отсутствовала, а с лицевой стороны находилось пять-шесть входов с двумя-тремя квартирами. Здесь были построены семилетняя школа № 11, магазин, чайная, столовая школы юнг, правление Рыбкоопа со складскими помещениями, и конный двор. На берегу бухты находились пожарная часть и лесопильное предприятие, сырьё для которого доставляли по морю с севера. Большая часть жителей участка работали на этих предприятиях и на строительстве будущего ПСРЗ.
Приказом «Главвостокрыбпрома» от 14 ноября 1944 года в бухте Находка образована Морская рыбопромысловая школа юнг. Адрес школы: бухта Находка, поселок «Рыбстрой»
. По воспоминаниям Костыриной, после войны в Находку привезли заключённых; сначала их держали на первом участке, затем перевезли через речку Каменку. По воспоминаниям А. Н. Болонина, приехавшего в Находку в 1946 году, в районе улицы Арсеньева базировался первый участок «Камчатрыбстроя», который для краткости называли «Рыбстрой № 1». В 1949 году появился пассажирский маршрут на переоборудованных грузовых автомашинах «РИК — Рыбстрой». 28 марта 1949 года Исполнительным комитетом Находкинского районного Совета депутатов трудящихся принято постановление о плане наименования улиц. Прежде улицы не имели наименований, группы домов носили названия: посёлок Рыбстрой, посёлок Транзитка, посёлок Американка, посёлок Портпункт, посёлок Пятачок и так далее. В 1945 году на территории посёлка Находка действовало две больницы: в районе Административного городка и на первом участке. Вторая находилась в деревянном бараке и относилась к «Рыбстрою». В 1953 году эта больница переехала в новое трёхэтажное здание по улице Пирогова 9.
На карте Приморского края 1949 года показан посёлок Рыбстрой.